# Чемпіонат світу з фехтування 1921
Чемпіонат світу з фехтування в 1921 році проходив у Парижі (Франція); на момент проведення він вважався європейським турніром, а статус чемпіонату світу йому був присвоєний в 1937 році. Це був найперший турнір подібного роду.

## Загальний медальний залік
| Місце  | Країна     | Золото | Срібло | Бронза | Загалом |
| ------ | ---------- | ------ | ------ | ------ | ------- |
| 1      | Франція    | 1      | 1      | 0      | 2       |
| 2      | Нідерланди | 0      | 0      | 1      | 1       |
| Всього | Всього     | 1      | 1      | 1      | 3       |

## Медалісти
| Дисципліна              | Золото               | Срібло                | Бронза                            |  |
| ----------------------- | -------------------- | --------------------- | --------------------------------- |  |
| Шпага Особиста першість | Франція Люсьєн Годен | Франція Гастон Комеро | Нідерланди Генрі Вейнолді-Даніелс |  |